# 76-mm-Flugabwehrkanone M1931 (3-K)
Die 76-mm-Flak M1931 ist eine sowjetische Flugabwehrkanone des Kalibers 76 mm. Die sowjetische Bezeichnung lautet 76-мм зенитная пушка обр. 1931 г. und bedeutet 76-mm-Flugabwehrkanone M1931. Die Bezeichnung 3-K ist der Werksindex des Werkes Nr. 8, in dem die Waffe zur Serienreife entwickelt wurde, dabei steht der Buchstabe K für das Herstellerwerk und die Zahl 3 für die laufende Nummer der Entwicklung in diesem Werk. Der GAU-Index lautet 52-P-361 (52-П-361). Die Waffe geht auf eine Entwicklung der deutschen Firma Rheinmetall zurück und war die erste Flugabwehrkanone, die in der Sowjetunion produziert und in großer Stückzahl von der Roten Armee genutzt wurde. Mit der Industrialisierung der Sowjetunion waren die technologischen Voraussetzungen zur Produktion moderner Waffen geschaffen worden, allerdings besaßen die sowjetischen Konstrukteure keinerlei Erfahrung in der Entwicklung moderner Artilleriewaffen. Daher behalf man sich zunächst mit der Lizenzproduktion von Geschützen.

## Entwicklung
Die zu Ende der 1920er-Jahre von der Roten Armee genutzten Flugabwehrkanonen gingen auf die bereits während des Ersten Weltkrieges entwickelte 76-mm-Flak M1914 oder 76-mm-Flak M1915 zurück. Die Waffen waren veraltet, nur in geringer Stückzahl vorhanden und entsprachen nicht den Anforderungen des modernen Gefechtes.
In Deutschland war bei Rheinmetall eine Flugabwehrkanone mit dem Kaliber 75 mm entwickelt worden. Im August 1930 wurde eine derartige Waffe von der Reichswehr erprobt. Eine weitere Kanone mit längerem Rohr (60 statt 55 Kaliberlängen) wurde vom Unternehmen erprobt. Am 28. August 1930 hatte das Büro für technische Arbeiten und Forschungen (Бюро для технических работ и изучений (БЮТАСТ)) einen Vertrag über die Lieferung von vier 7,5-cm-Fliegerabwehrkanonen und der dazugehörigen Herstellungstechnologie unterzeichnet. Das Büro war 1929 gegründet worden, um Rüstungsgeschäfte der Firma Rheinmetall in der Sowjetunion abwickeln zu können. Die Waffen wurden in dem in der Sowjetunion üblichen Kaliber von 76,2 mm geliefert. Am 7. Juni 1931 trafen die Geschütze auf dem Polygon (Artillerieschießplatz) NIAP (Научно-исследовательский зенитный полигон, НИАП) in Rschewsk (Ржевский полигон) in der Nähe von Leningrad ein, bereits am Folgetag begann die Erprobung. Nach dem Vorbild der gelieferten Waffen wurde im Werk Nr. 9 eine Anzahl weiterer Geschütze gefertigt. Die staatliche Erprobung begann im Februar 1932 und wurde im April zunächst unterbrochen, danach vom 8. Juni bis 17. Juli 1932 fortgesetzt. Im Ergebnis wurde das Geschütz unter der Bezeichnung 76-mm-Flak M1931 (76– мм зенитная пушка обр. 1931 г.) in die Bewaffnung der Roten Armee aufgenommen.

## Serienproduktion
Die Serienproduktion fand im Werk Nr. 8 in Kaliningrad bei Moskau (heute Koroljow) statt. Sie sollte 1932 aufgenommen werden, im Ergebnis der Erprobungen mussten jedoch 44 Änderungen an der Waffe vorgenommen werden, so dass mit der Produktion erst 1934 begonnen werden konnte. Im Jahr 1940 lief die Produktion zugunsten der Nachfolgetypen aus. Am 22. Juni 1941 befanden sich 3821 Geschütze im Bestand der Roten Armee.

## Konstruktion

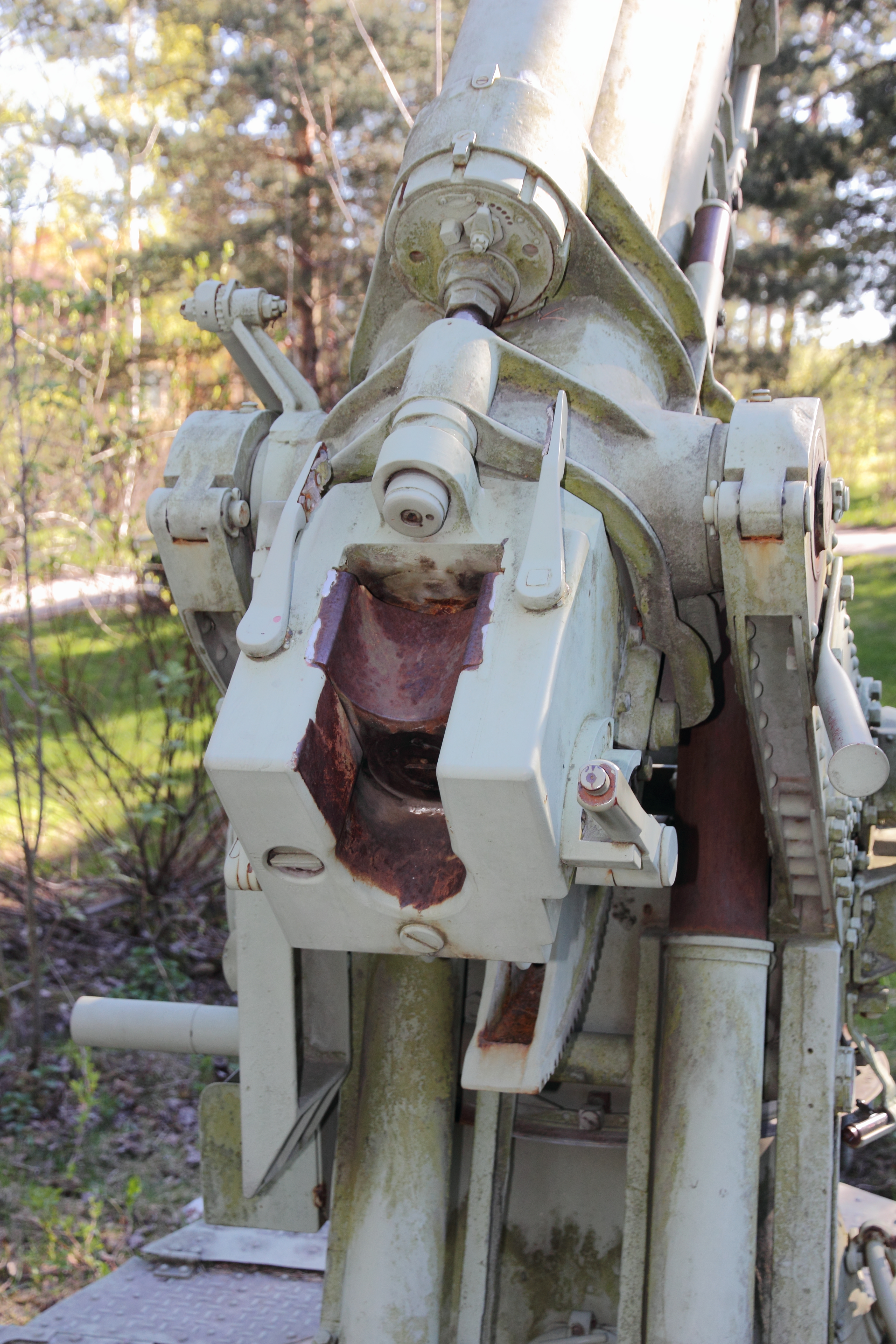
Bodenstück mit Verschluss

### Geschütz
Das Geschütz war weitgehend konventionell aufgebaut. Das Rohr mit einer Länge von 55 Kalibern hatte keine Mündungsbremse. Für die Waffe wurden verschiedene Rohrtypen, darunter ein- und mehrteilige, gefertigt. Die hydraulische Rohrbremse und der pneumatisch-hydraulische Rohrvorholer waren unter- bzw. oberhalb des Rohres angeordnet. Der Rohrrücklauf war veränderlich und wurde bei zunehmender Rohrerhöhung begrenzt. Als Verschluss kam ein senkrecht laufender halbautomatischer Fallblockverschluss zum Einsatz, bei dem eine Feder das Öffnen des Verschlusses unterstützte. Der Verschluss musste manuell geschlossen werden. Ein manuelles Öffnen war nur vor der Abgabe des ersten Schusses erforderlich, danach öffnete der halbautomatische Verschluss nach der Schussabgabe, warf die Hülse der Kartusche aus, führte die Granatpatrone von der Ladeschale in die Kammer ein und verriegelte wieder. Hinter dem Verschluss befand sich die kurze Ladeschale, in die die zu verschießenden Granatpatronen eingelegt wurden. Verschossen wurde patronierte Munition. Die Konstruktion erlaubte eine praktische Feuergeschwindigkeit von bis zu 20 Schuss pro Minute. Gerichtet wurde die Waffe nach Höhe und Seite rein mechanisch, elektrische Richtantriebe waren nicht vorhanden.

### Lafette
Das Geschütz wurde auf eine kreuzförmige Lafette gesetzt. Die Lafette erhielt die Bezeichnung ZU-29 (ЗУ-29). Dies ermöglichte einen seitlichen Richtbereich von 360°. In Gefechtslage wurden die seitlichen Holme ausgeschwenkt, die Stützteller unter den Holmen manuell ausgefahren und die Räder vom Boden abgehoben, bis die Lafette waagerecht stand. In Ausnahmefällen konnte auch direkt aus der Marschlage, also ohne Abklappen der Holme und Ausfahren der Stützteller, gefeuert werden, allerdings war die Trefferwahrscheinlichkeit geringer. Die Lafette war einachsig, die großen Räder waren hartgummibereift. Für den Übergang von Marsch- in Gefechtslage wurde eine Zeit von 3 bis 5 Minuten benötigt.
Beim Einsatz in Panzerzügen wurde die Kanone auf eine Sockellafette gesetzt. Einige Exemplare wurden auf dem schweren Lkw JaG-10 montiert und als 76-mm-Fla-Sfl 29-K bezeichnet.

### Munition
Zur Bekämpfung von Luftzielen wurden verschiedene Typen der Splittergranate UO-361 (УО-361) genutzt. Für dieses Geschoss standen verschiedene Zeitzünder (T-5 (Т-5), KTM-1 (КТМ-1) zur Verfügung. Ebenfalls zum Einsatz kamen Schrapnelle mit der Bezeichnung USchtsch-361 (УШ-361). Die Granaten hatten ein Geschossgewicht von 6,6 kg und ein Gesamtgewicht von ungefähr 11,5 kg. Mit dem Schrapnell USchtsch-361B (УШ-361Б) lag bei einer Rohrerhöhung von 30° die maximale Reichweite bei 8200 m. Das Geschoss erreichte dabei eine Mündungsgeschwindigkeit von 813 m/s.
Im Kampf gegen Panzer kamen die Panzergranaten mit Leuchtspur UBR-361 (УБР-361) sowie die Unterkalibergranate 53-BR-361SP (53-БР-361 СП) zum Einsatz.
| Munitionsarten           |                               |                     |                          |                   |                |
| Typ                      | Bezeichnung                   | Geschossgewicht, kg | Explosivstoffgewicht, kg | Gesamtgewicht, kg | Zünder         |
| Granaten mit Zeitzünder  |                               |                     |                          |                   |                |
| Granate mit Zeitzünder   | UO-361 (russ. УО-361)         | 6,61                | 0,682                    | 11,5              | T-5 (Т-5)      |
| Granate mit Zeitzünder   | UO-361D (russ. УО-361Д)       | 6,61                | 0,458                    | 11,57             | T-5 (Т-5)      |
| Granate mit Zeitzünder   | UO-361K (russ. УО-361К)       | 6,61                | 0,458                    | 11,75             | TKTM-1 (КТМ-1) |
| Schrapnelle              |                               |                     |                          |                   |                |
| Schrapnell               | USchtsch-361 (russ. УШ-361)   | 6,61                | 0,084                    | 11,3              | T-ZUG (Т-ЗУГ)  |
| Schrapnell               | USchtsch-361B (russ. УШ-361Б) | 6,61                | 0,084                    | 11,75             | T-Z (Т-З)      |
| panzerbrechende Granaten |                               |                     |                          |                   |                |
| panzerbrechende Granate  | UBR-361 (russ. УБР-361)       | 6,6                 | 0,119                    | 11,3              | MD-5 (МД-5)    |
| Wuchtgeschoss            | UBR-361SP (russ. УБР-361СП)   | 6,6                 | –                        | 11,3              | –              |

## Technische Daten

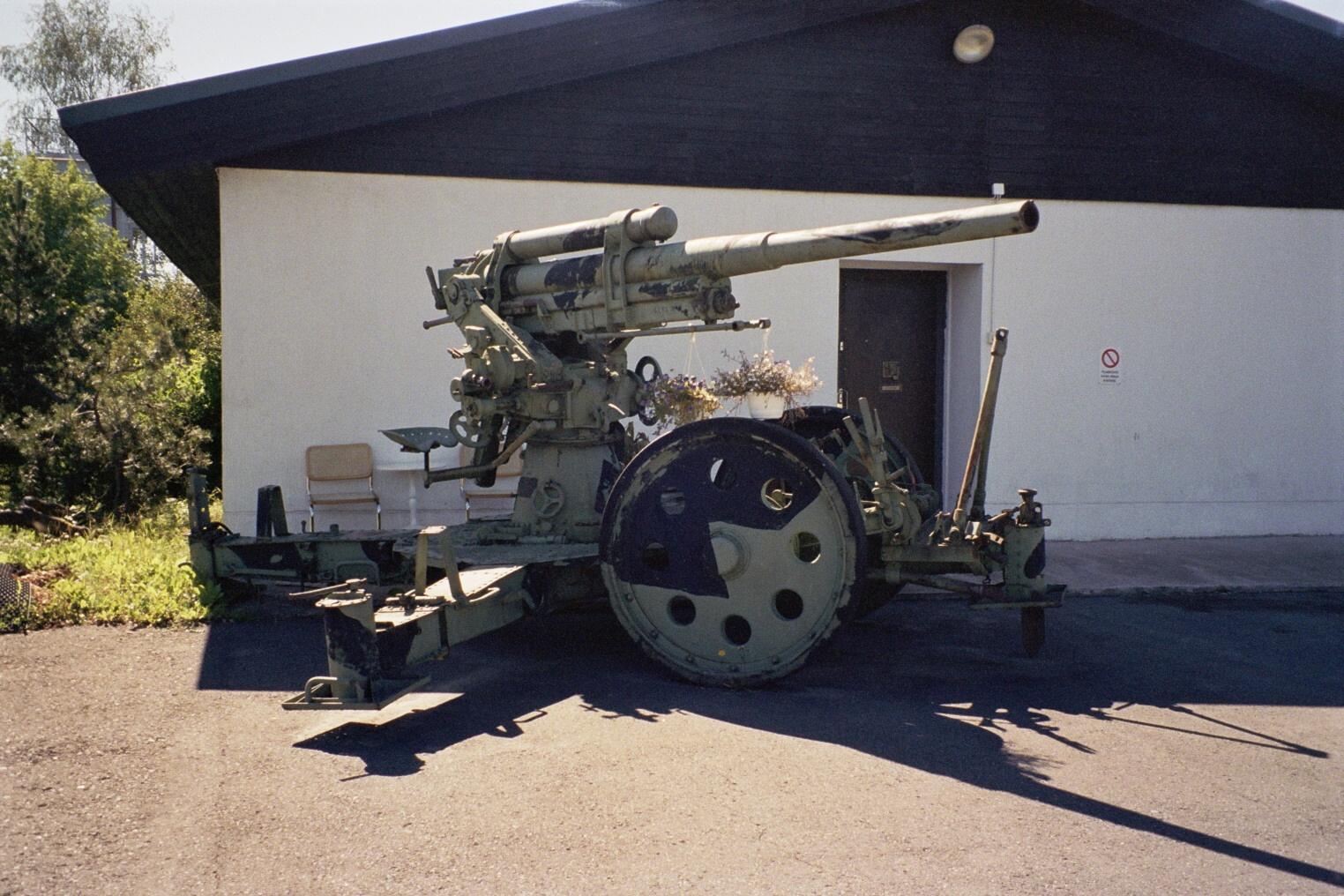
76-mm-Flak M1931 auf Lafette ZU-29

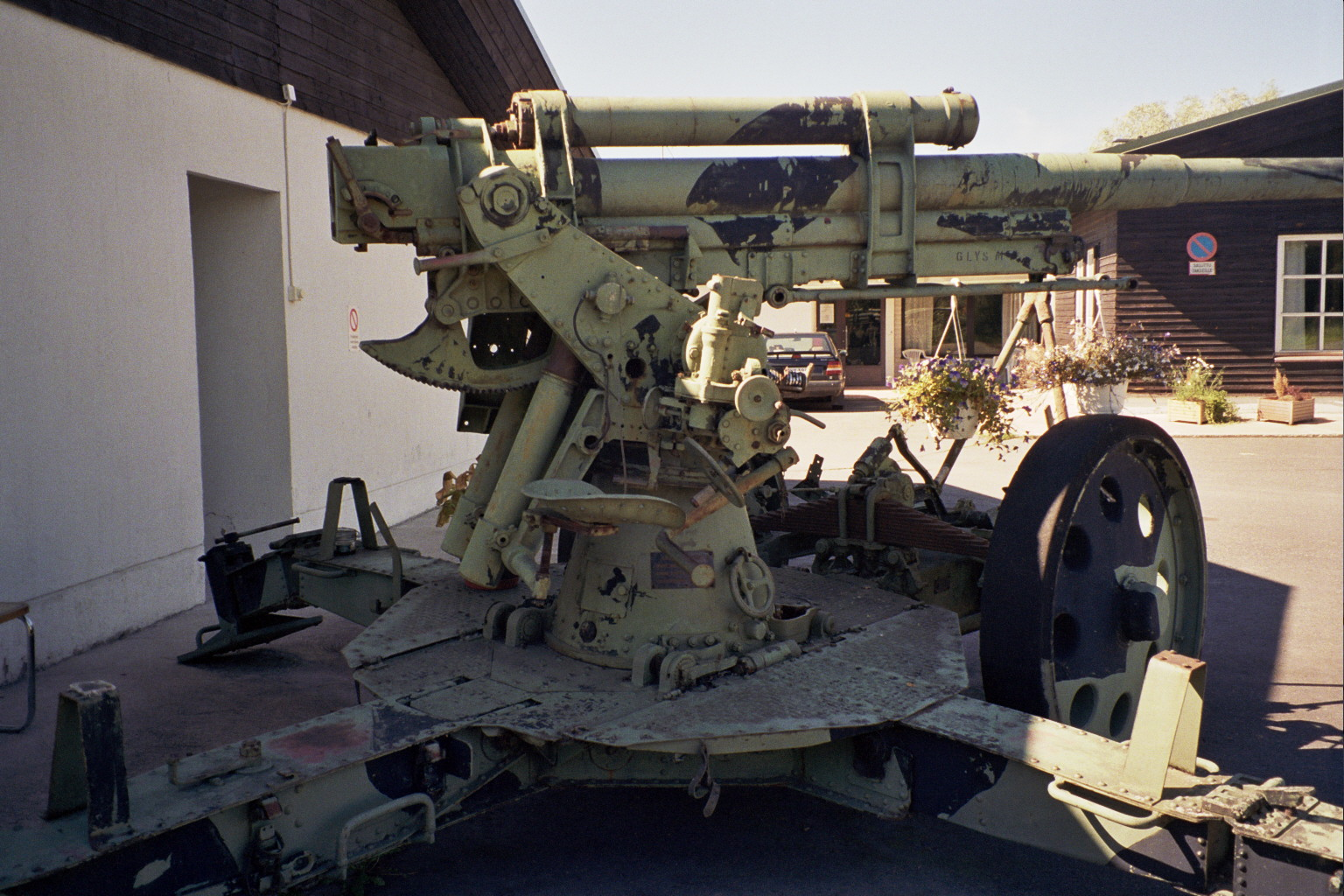
76-mm-Flak M1931 auf Lafette ZU-29

| 76-mm-Fliegerabwehrkanone Modell 1931 |                                           |
| Allgemeine Eigenschaften              |                                           |
| Klassifikation                        | Fliegerabwehrkanone                       |
| Chefkonstrukteur                      |                                           |
| Bezeichnung des Herstellers           | 3-K                                       |
| Hersteller                            | Sawod Nr. 8 (Werk Nr. 8, russ. Завод № 8) |
| Länge mit Protze in Gefechtslage      | 5.250 mm                                  |
| Länge mit Protze in Marschlage        | 6.700 mm                                  |
| Breite in Gefechtslage                | 5.260 mm                                  |
| Breite in Marschlage                  | 2.210 mm                                  |
| Höhe                                  | 5.300 mm                                  |
| Stückzahl                             | 3821                                      |
| Rohr                                  |                                           |
| Höhe der Schusslinie                  | 1.305 mm                                  |
| Beweglichkeit                         |                                           |
| Höchstgeschwindigkeit im Schlepp      | 35 km/h                                   |

## Einsatz

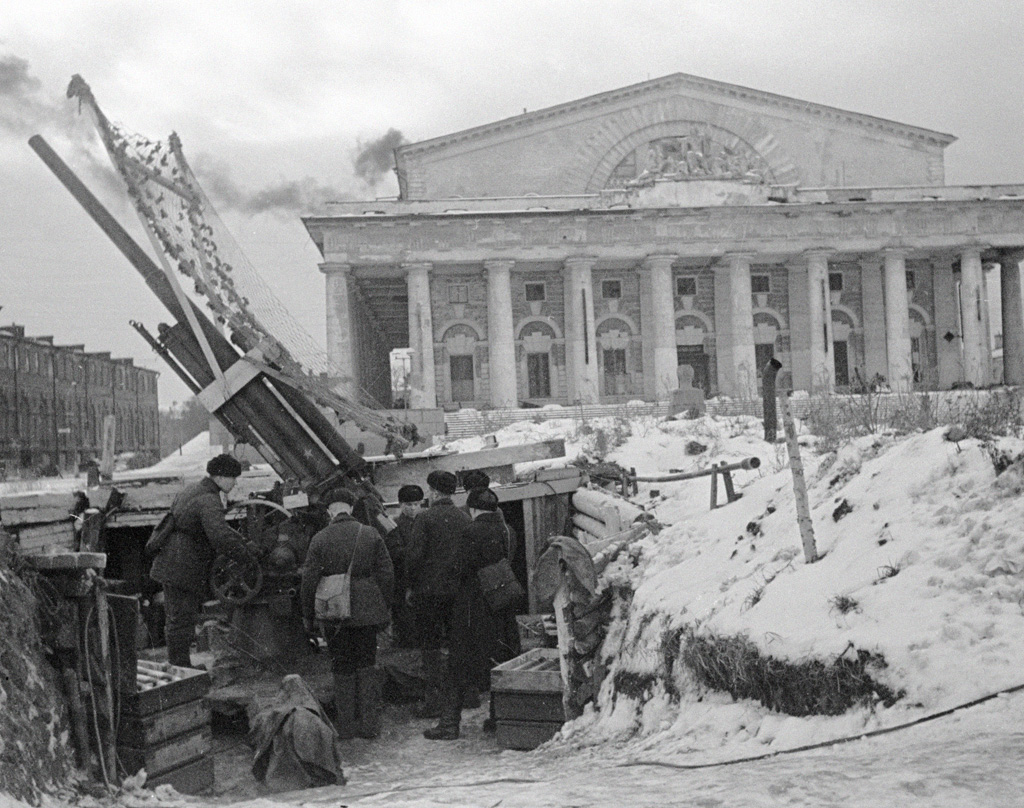
76-mm-Flak M1931 im Einsatz bei der Luftverteidigung Leningrads während des Zweiten Weltkrieges

Die Waffe wurde von der Roten Armee im Winterkrieg und im Zweiten Weltkrieg eingesetzt.
Von der Wehrmacht erbeutete und eingesetzte Geschütze erhielten die Bezeichnung 7,62cm Flak M 31 (r).

## Modifikationen
Die Kanone bildete den Ausgangspunkt für die Entwicklung zahlreicher weiterer sowjetischer Flugabwehrkanonen der Kaliber 76,2 und 85 mm. Die Waffe wurde auch in den sowjetischen Flakpanzern 76-mm-Fla-Sfl SU-6 und 76-mm-Fla-Sfl SU-8 sowie der Fla-Sfl 76-mm-Fla-Sfl 29-K genutzt. Während die beiden ersten Fahrzeuge nicht über das Stadium von Prototypen hinauskamen, wurden von der Fla-Sfl 29-K zwanzig Exemplare gebaut und bei der Luftverteidigung Moskaus eingesetzt.